# Gonçalves Junior
Gonçalves Junior is een plaats in de Braziliaanse gemeente Irati in de deelstaat Paraná.
In 1908 emigreerde een groep vanuit Nederland naar Brazilië. Ze bouwden een nederzetting genaamd Irati, maar de grond bleek te weinig op te brengen. Een deel van de kolonisten vertrok naar Carambeí en stichtte daar een nieuwe nederzetting.
De kolonie Gonçalves Junior was opgemeten door de ingenieurs Francisco Beltrão e Álvaro Cardoso in 1907. Ze werd in 1908 opgericht en alleen bestemd voor Nederlandse en Duitse immigranten. Eind 1908 woonden in Gonçalves Junior 46 Nederlandse families, 28 Duitse en en één Oostenrijkse familie, in totaal 75 families. In 1910 telde de stad 242 gezinnen; 132 Duitsers, 104 Nederlanders, vier Oostenrijkers, een Belg en een Zwitser.
Veel families in Paraná, de nazaten van die eerste kolonisten dragen achternamen als: Bankersen, Haagsma, Hennipman, Intema, Van Kranemburg, De Laat, Van der Laars, Korevaar, Van der Neut, Rietkerk, Van Rijn, Smouter, Verhagen, Vink, Van Tienen, Verschoon, Vriesman, Van der Waal.